# 許復禮 (嘉靖進士)
許復禮（1504年—？），字仁甫，河南彰德府安陽縣人，民籍，明朝政治人物。

## 生平
嘉靖十年（1531年）辛卯科河南鄉試第三十八名舉人。嘉靖十四年（1535年）中式乙未科會試第二百四十七名，登第二甲第六十五名進士。官员外郎。

## 家族
曾祖許坦，贈知縣；祖父許顯；父許懷，母劉氏。具庆下。兄復始、復初。